# Сантьяго Сейнт-Упері
Сантьяго Сейнт-Упері (ісп. Santiago Saint-Upery, 31 жовтня 2000) — уругвайський спортсмен. Учасник Чемпіонату світу з водних видів спорту 2017, де в попередніх запливах на дистанції 100 метрів брасом посів 59-те місце і не потрапив до півфіналу.